# Papagaio-imperial
Papagaio-imperial (Amazona imperialis) é um papagaio Amazona verde e púrpura. A maior espécie do género Amazona, medindo para cima de 45 cm de comprimento corporal. O papagaio-imperial possui costas verdes, pescoço púrpura e ponta da cauda verde e púrpura por baixo. Ambos os sexos são similares e nidificam em árvores ocas.
O papagaio-imperial é endémico às florestas montanhosas da ilha-nação das Caraíbas — Dominica, nas Antilhas Menores, onde é a ave nacional, tendo lugar na Bandeira da Dominica. A sua dieta consiste principalmente de frutos e sementes.
Devido ao pequeno número de espécimes, decorrente perda de habitat, captura destinada a venda como animal de estimação e danos  ocasionais por furacões, o papagaio-imperial ganhou o estatuto de Ameaçado na Lista Vermelha da IUCN de Espécies Ameaçadas. Está listado no Apêndice I e II da CITES.